# Csasniki csata
A csasniki csata 1812. október 31-én zajlott le a Peter Wittgenstein tábornagy vezette orosz és a Claude-Victor Perrin marsall irányította francia erők között. Victor marsall megpróbálta helyreállítani az oroszok által korábban szétzúzott északi Daugava-vonalat, eredménytelenül.

## Előzmények
Victor tábornagy, a francia IX. hadtest parancsnoka, akit Napóleon tartalékként hagyott vissza Szmolenszknél, tanult a polocki vereségből, és északkeletre vonult 22 000 fős seregével, hogy visszaállítsa a Daugava-vonalat. Csasnikinél egyesítette seregét a II. hadtest alakulataival, akik Polockból vonultak vissza, és egybeolvasztotta a II. és IX. hadtestet. Így egy 36 000 fős hadsereg állt rendelkezésére.
Polocki győzelme után Wittgenstein tábornagy dél felé vonult Csasniki irányában 30 000 katonájával, hogy megütközzék Victor marsall csapataival.

## A csata
Csasnikinél a harcot először Wittgenstein előőrse, Jasvil herceg 11 000 katonája kezdte meg, megtámadva a II. francia hadtestet. Az orosz támadás csak beékelte magát Victor marsall többi seregrészei közé, a későbbi orosz előrenyomulás azonban már a franciák hátsó sorait is elérte.
Wittgenstein észrevette a franciák létszámbeli fölényét, parancsot adott Jasvil hercegnek az előrenyomulás leállítására, majd megkezdte a tüzérségi bombázást a franciák ellen. Victor marsallt látszólag nem nyugtalanította Jasvil támadása, megpróbált előrenyomulni és folytatni a csatát, de aztán visszavonult Szennóba, 25 mérföldre keletre. Az oroszok nem követték. A franciák 1200 embert veszítettek, az oroszok 400-at.

## Következmények
Bár a Csasnikinél elért orosz győzelem nem volt döntő vagy meghatározó siker, de az eredmény több szempontból is kedvezőtlen volt Napóleon terveire. Először is nem sikerült helyreállítania a Daugava-vonalat, amely északi irányból védte volna a Grande Armée-t. Másodszor Victor marsall Szennóba vonult, ami csak 30 km-re volt a francia császár tervezett visszavonulási útvonalától, így serege Wittgenstein tábornagy haderejének hatósugarába került. Továbbá az orosz győzelem lehetőséget teremtett arra, hogy a három orosz erő: Wittgenstein, Csicsagov és Kutuzov csapatai egyesüljenek vagy csapdába csalják a franciákat.
A polocki és csasniki győzelem után Wittgenstein megbízta Garpe tábornokot, hogy foglalja el Vityebszket, az egyik utolsó francia hadianyag és élelemraktárat. A vityebszki francia helyőrség rövid harc után november 7-én megadta magát, ezzel hatalmas készletek kerültek az oroszok kezére.
Napóleon parancsot adott Victor marsallnak, hogy azonnal támadja meg Wittgenstein erőit és foglalja vissza Polockot. Ez vezetett a szmoljani csatához 1812. november 14-én, ahol a franciák ismét vereséget szenvedtek.

## Fordítás
- Ez a szócikk részben vagy egészben  a   Battle of Czasniki című angol Wikipédia-szócikk fordításán alapul.  Az eredeti cikk szerkesztőit annak laptörténete sorolja fel. Ez a jelzés csupán a megfogalmazás eredetét és a szerzői jogokat jelzi, nem szolgál a cikkben szereplő információk forrásmegjelöléseként.